# Karel Knip
Karel Knip (1946) is een Nederlandse wetenschapsjournalist.

## Biografie
Knip was verbonden aan NRC Handelsblad, vanaf 1982 als freelancer en sinds 1998 als vast redacteur. In 1991 startte hij de rubriek Alledaagse Wetenschap. Hij was van 2010 tot 2015 chef van de redactie wetenschap.
Bijdragen van zijn hand werden gebundeld in verschillende publicaties.
Knip werd door professor Henk Timmerman voorgedragen voor een eredoctoraat aan de Vrije Universiteit Amsterdam voor de wijze waarop hij als journalist wetenschap weet te communiceren. Het eredoctoraat wetenschapsjournalistiek werd hem op 18 oktober 2002 uitgereikt en ter gelegenheid daarvan werd hem een bundel en een symposium aangeboden.